# Aulin-kvartetten

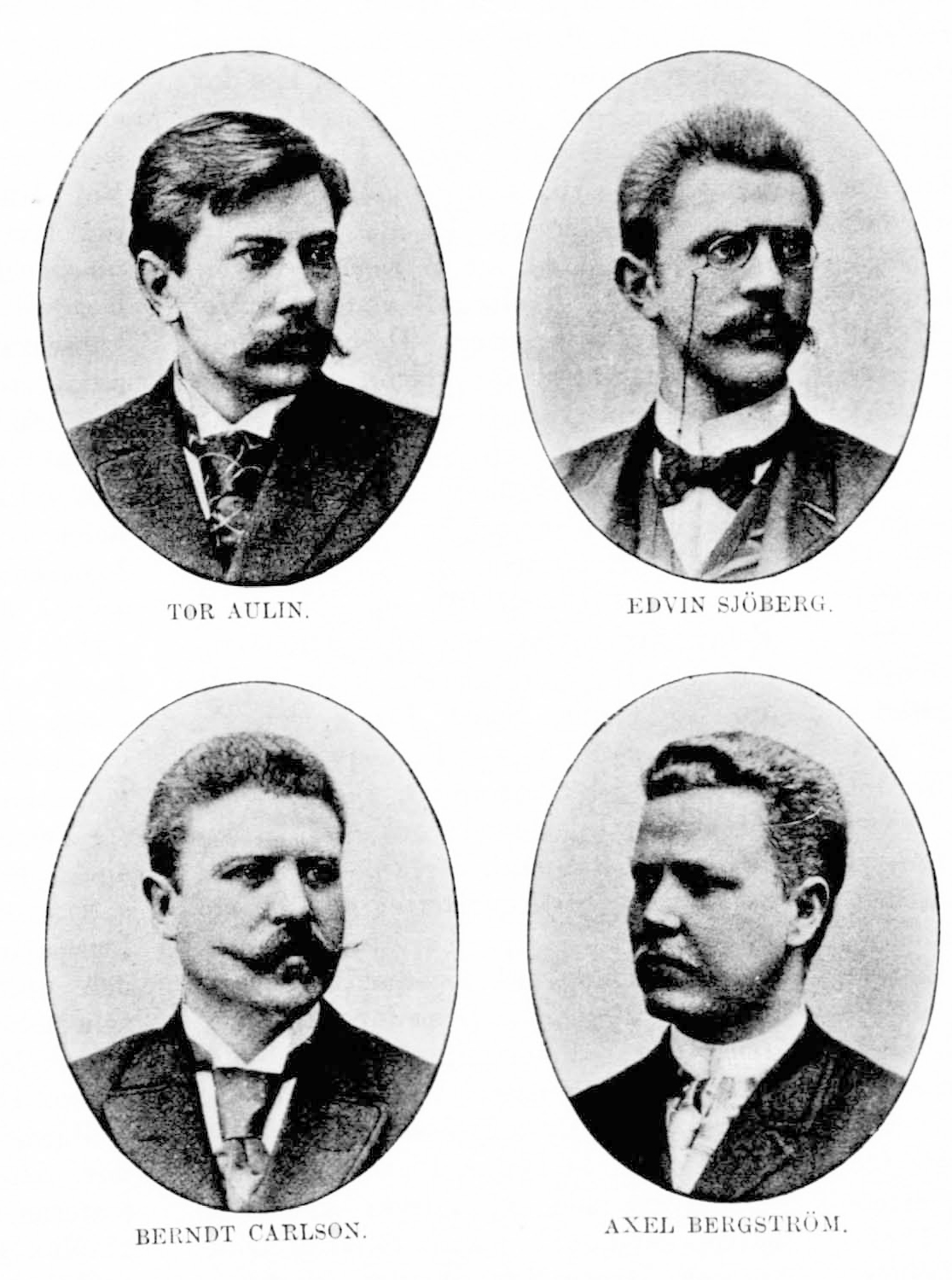
Aulin-kvartetten. Fotomontage i Svensk musiktidning 1892.

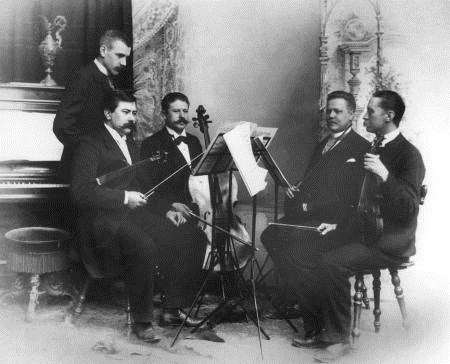
Aulin-kvartetten med Wilhelm Stenhammar (stående)

Aulin-kvartetten var en svensk stråkkvartett som bildades 1887 av Tor Aulin.
Aulin bildade Aulin'ska stråkqvartetten en kort tid efter att han återvänt till Stockholm efter en studievistelse i Berlin. Kvartetten, som bestod av musiker tillhörande Kungliga Hovkapellet, höll sitt första framträdande i januari 1887 i Kungliga Vetenskapsakademiens hörsal och vann, med ett gott samspel och väl valt program, redan från början allmänhetens sympati. Hösten 1903 inställdes kvartettens soaréer, men återupptogs i början av 1905 med en ny sammansättning. Kvartetten utgjorde "en kulturfaktor av betydelse för hela landet, och under ett kvartsekel höll den kammarmusikens fana högt, trots alla hinder, samt vann berömmelse även i grannländerna och Tyskland."
Kvartetten turnerade rikligt i hela Sverige, medverkade i konserter med bland andra pianister som Wilhelm Stenhammar och Valborg Aulin. Den upplöstes 1912.

## Medlemmar

### 1887–1903
- 1887–1903: Tor Aulin (förste violinist)
- 1887–1903: Axel Bergström (altviolinist)
- 1887–1900: Berndt Carlson (cellist)
- 1887–1893: Edvin Sjöberg (andre violinist)
- 1893–1903: Christian Sandqvist (andre violinist)
- 1900–1903: Carl Lindhe (cellist)
- 1900–1903: Georg Zedeler (cellist)

### 1905–
- Tor Aulin (förste violinist)
- Rudolf Claëson (cellist)
- Gustaf Molander (andre violinist)
- Christian Sandqvist (altviolinist)
- Sven Blomqvist (ersatte senare Sandqvist)